# Пеляґюв
Пеляґюв (пол. Pelagiów) — село в Польщі, у гміні Коваля Радомського повіту Мазовецького воєводства.
У 1975-1998 роках село належало до Радомського воєводства.